# Istarska krkavina
Istarska krkavina (lat. Rhamnus intermedia subsp. istriaca, Rhamnus intermedius var. istriacus), podvrsta biljke srednje krkavine. Iz porodice je Rhamnaceae (pasjakovine ili krkavine). Raste na području Hrvatske, u sjeverozapadnom pojasu istarskog priobalja, gdje je endemska. Obično raste u obliku manjeg grma. Visoka od 40 do 80 cm. Cvjetovi su mali i zelenožućkasti i rastu u pazušnim cvatovima. Plodovi imaju koštunicu i u zreloj fazi su crni. Od vrste Rhamnus intermedius razlikuje se po jednostavnim eliptičnim listovima i po dužom peteljkom. Uglavnom raste u garigu, na stjenovitim padinama i na suhim pašnjacima.

## Vanjske poveznice
- The Plant List  Arhivirana inačica izvorne stranice od 23. veljače 2019. (Wayback Machine)